# Hydrocotyle plebeya
Hydrocotyle plebeya är en växtart i släktet Hydrocotyle och familjen araliaväxter.
Arten förekommer i södra Australien och på Tasmanien. Den beskrevs av Robert Brown och Achille Richard 1820.